# Стадняк білобровий
Стадняк білобровий (Pomatostomus superciliosus) — вид горобцеподібних птахів родини стаднякових (Pomatostomidae).

## Поширення
Ендемік Австралії. Його ареал займає більшу частину території країни на південь від тропіка Козерога. Відсутній на південно-східному узбережжі і в Тасманії.

## Опис
Це птахи середнього розміру, завдовжки 17-22 см, вагою 30-50 г. Серпоподібний дзьоб зігнутий донизу. Ноги міцні та довгі. Хвіст також досить довгий, клиноподібний. Крила округлі.
Вершина голови, потилиця, лицьома маска і хвіст коричневого кольору. Спина та крила темно-сірі, лише махові пера коричневі. Боки і черево світло-сірі. Горло, груди, крайній кінець хвоста та надбрівна смуга білого кольору.

## Спосіб життя
Мешкають у посушливих районах серед чагарникових заростів з переважанням акації. Трапляються невеликими зграями до 20 особин, що складаються з племінної пари та молодняка кількох попередніх виводків. Активні вдень. Ночують у спільних гніздах. Живляться комахами, іншими безхребетними, ягодами, насінням. Здатні розмножуватися протягом року, але обирають переважно вологий період між липнем та листопадом. Утворюють моногамні пари. Кулясте гніздо діаметром 50 см будується всіма членами групи у роздвоєнні стовбура акації або казуарини. У гнізді 2-5 сірувато-білих яєць. Інкубація триває 19 днів. Насиджує самиця, самець в цей час годує та охороняє партнерку. У догляді за пташенятами бере участь уся зграя. Через 20 днів пташенята вже здатні до польоту.